# 이근삼
이근삼(李根三, 1929년 6월 27일 ∼ 2003년 11월 28일 )은 대한민국의 극작가이다. 1960년 1월 『사상계』에 현대인의 삶을 풍자적으로 그린 단막희곡 『원고지』를 발표하면서 국내 문단에 데뷔하였다.평안남도 평양시 대찰리 145번지에서 출생하였으며 혜화전문학교(현재 동국대학교)에서 영문학을 전공하였다. 육사교관과 서울대에서의 교편생활을 거쳐 1957년 미국 노스 캐롤라이나 대학원에 유학하였고 서강대학교 신문방송학과 교수로 재직하였다.
2003년 11월 28일 지병인 폐암으로 별세하였다.

## 생애
- 1946년 평양사범학교 심상과 5년 졸업
- 1947년 혜화전문학교 문과 입학
- 1952년 동국대 영문과 졸업 / 육군사관학교 외국어과 교관
- 1955년 동국대 영문과 전임강사
- 1959년 미국 노오스캐롤라이나대 대학원
- 1962년 서울시 문화위원 / 중앙대 문과대학 부교수
- 1963년 극단 민중극장 대표
- 1966년 뉴욕대 수학
- 1969년 서강대 교수, 학장
- 1980년 서강대 학생처장
- 1982년 국제펜클럽 한국본부 부회장
- 1991년 방송위원회 연예심의위원장 / 대한민국예술원 회원 / 서강대 사회과학대 학장
- 1994년 국립중앙극장 운영자문협의회 위원장
- 2003년 타계

## 학력
- 혜화전문학교 영문학 학사
- 노스캐롤라이나대학교 대학원 영문학 석사
- 뉴욕대학교 대학원 영문학 박사

## 주요 작품
- 《원고지》1960
- 《아벨만의 재판》1975
- 《18 공화국》1965
- 《30일간의 야유회》1974
- 《국물있사옵니다》1966
- 《유랑극단》1971
- 《동쪽을 갈망하는 족속들》
- 《대왕은 죽기를 거부했다》1961
- 《일요일의 불청객》1975

<참고> 이근삼의 희극세계는 크게 4가지 경향으로 나눌 수 있다. 
첫 번째는 권력 혹은 정치 풍자로 대표작은 「대왕은 죽기를 거부했다」, 「제18공화국」(1965), 「30일간의 야유회」(1974), 「아벨만의 재판」(1975) 등이다. 
두 번째는 속물적 현대인 풍자로 「거룩한 직업」(1961), 「국물 있사옵니다」(1966), 「향교의 손님」(1988) 등이 대표작이다. 
세 번째는 인생과 연극의 동일성을 그리는 경향으로 「유랑극단」(1971)이 대표작이다. 
네 번째는 노년연극으로 「내일, 그리고 또 내일」(1985), 「막차 탄 동기동창」(1991), 「어떤 노배우의 마지막 연기」(1998) 등이 대표작이다.

## 수상
- 1992 대한민국예술원상
- 1994 국민훈장모란장
- 1994 옥관문화훈장